# Конгер (город, Миннесота)
Конгер (англ. Conger) — город в округе Фриборн, штат Миннесота, США. На площади 0,3 км² (0,3 км² — суша, водоёмов нет), согласно переписи 2002 года, проживают 133 человека. Плотность населения составляет 437,5 чел./км².
- Телефонный код города — 507
- Почтовый индекс — 56020
- FIPS-код города — 27-12952[1]
- GNIS-идентификатор — 0641442[2]